# Olsztyn
Olsztyn (în germană Allenstein, în prusacă Alnāsteini) este un municipiu situat în nord-estul Poloniei. Are 175 mii locuitori (2005). Este centrul administrativ al voievodatului Varmia și Mazuria. Olsztyn are o istorie de 660 ani, timp în care aici au locuit Nicolaus Copernic, episcopii Martin Kromer și Ignacy Krasicki.

## Istorie

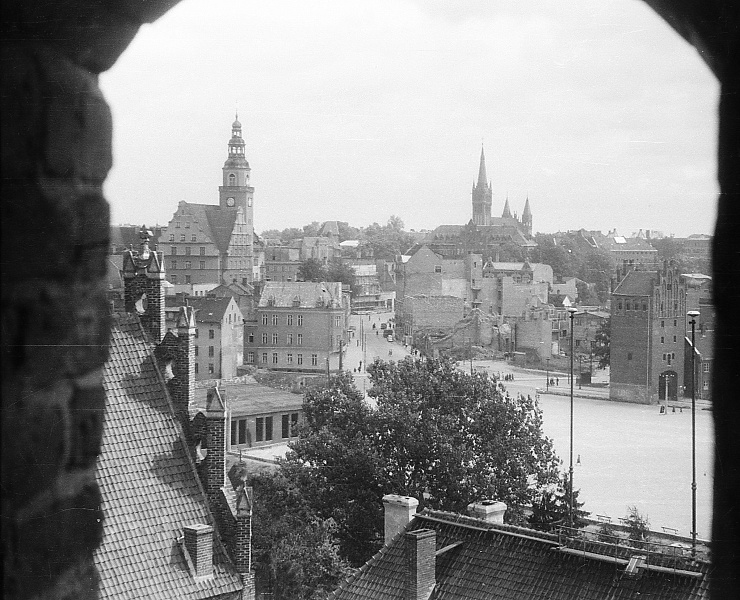
Olsztyn, 1949

Olsztyn a fost jefuit de raiduri lituaniene în sec. al XIII-lea și al XIV-lea. În timpul războaielor dintre Polonia și Ordinul Cavalerilor Teutoni, care s-a încheiat cu Tratatul de Pace Toruń din 1444, orașul a avut parte de multe schimbări și distrugeri. Perioada lungă de pace s-a sfârșit în secolul al 17-lea, atunci când trupele suedeze au ajuns la porțile orașului. Și apoi, după împărțirea Poloniei în 1772, Olsztyn a fost anexat de către Prusia. Ajungînd la vîrsta de 306 ani, Olsztyn a devenit parte integrantă a Regatului Poloniei. Mai tîrziu, peste 173 ani, orașul s-a aflat între granițele țărilor Prusia și Germania. În secolul al XIX-lea Olsztyn începe să se dezvolte. Mii de oameni au fost atrași către oraș, care creștea ca urmare a dezvoltării legăturilor feroviare și rutiere. Curând devine al doilea cel mai mare oraș din Prusia de Est, după Konigsburg, capitala provinciei. În 1945 Olsztyn a revenit la Polonia și a devenit capitala Voievodatului Varmia și Mazuria. Orașul este în continuă creștere. Astăzi, cu populația sa de aproape 200.000 de oameni, acesta este, de asemenea, un oraș universitar, bogat în clădiri istorice magnifice, precum și diverse instituții culturale și științifice.

## Simbolurile orașului
- Stema

Figura Sf. Gheorghe face parte din stema Olsztyn-ului încă de la înființarea orașului. De-a lungul veacurilor, imaginea Sfîntului a fost prezentată în diferite moduri. Astăzi acesta poartă o robă albă, cu o aureolă de aur deasupra capului, stînd pe fundal albastru. Într-o mână ține o scoică de aur și în cealaltă - un baston.
- Imnul

Imnul Warmiei a fost compus de Feliks Nowowiejski pentru poemul "O, Warmia, iubita mea"(în poloneză ”O Warmio moja Miła”). În fiecare zi la prânz imnul răsună din turnul din clădirea nouă a primăriei din Olsztyn.
- Sfântul Gheorghe

Sfântul Gheorghe  ( în poloneză Święty Jerzy) este considerat patronul orașului polonez Olsztyn.

## Politica orașului
Olsztyn a semnat acorduri de înfrățire cu următoarele orașe:
1. Kaliningrad, Rusia în 1970
2. Rovaniemi, Finlanda în 1976
3. Calpe, Spania în martie 1989
4. Chateauroux, Franța pe 23 februarie 1991
5. Gelsenkirchen, Germania în 1992
6. Richmond, Virginia, SUA în 1995
7. Lutsk, Ucraina pe 19 decembrie 1997
8. Offenburg, Germania pe 19 martie 1999

## Natura

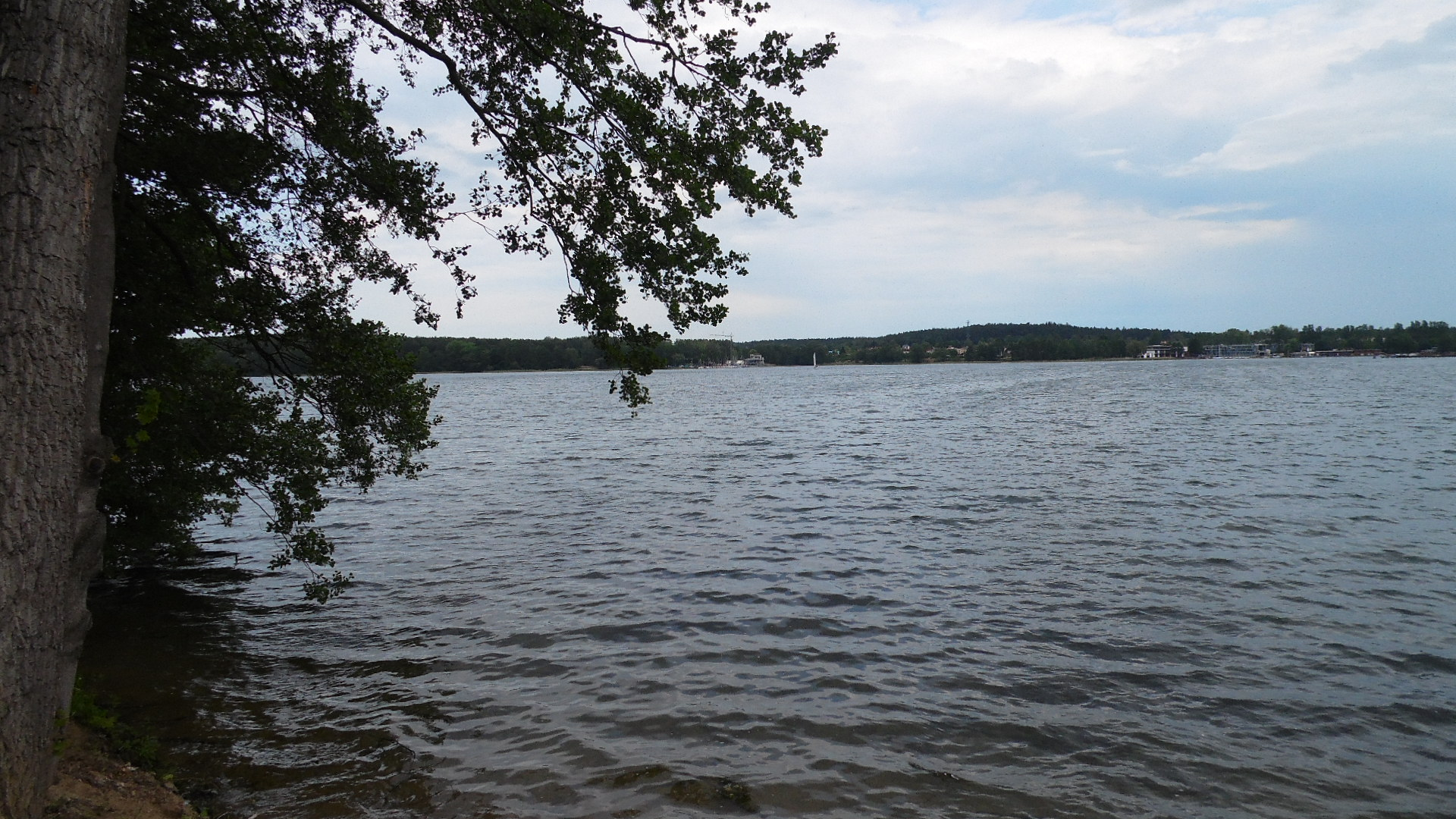
Lacul Ukiel

Olsztyn este localizat în valea rîului Łyna, care împarte orașul în două părți. Pădurile ce-l înconjoară sunt casa animalelor sălbatice: căprioara și elanul european, vulpea, enotul, mistrețul. În aceste locuri trăiesc în jur de 150 de specii de păsări.

### Lacuri
Există 11 lacuri în cadrul orașului, dintre care cele mai multe se află în partea de vest a Olsztyn-ului. Cele mai mari sunt Lacul Krzywe, cunoscut sub denumirea de Lacul Ukiel (412 ha), Lacul Kortowskie (89ha), Lacul Track (58 ha) și Lacul Skanda (51 ha). Lacul Krzywe este unul dintre cele mai mari 100 de lacuri din Polonia. Acesta are o plajă municipală și mai multe porturi pentru iahturi și canoe, sunt create condiții splendide pentru înot, navigație, windsurfing și alte sporturi de apă. Lacul este și pe gustul pescarilor.

### Rîuri

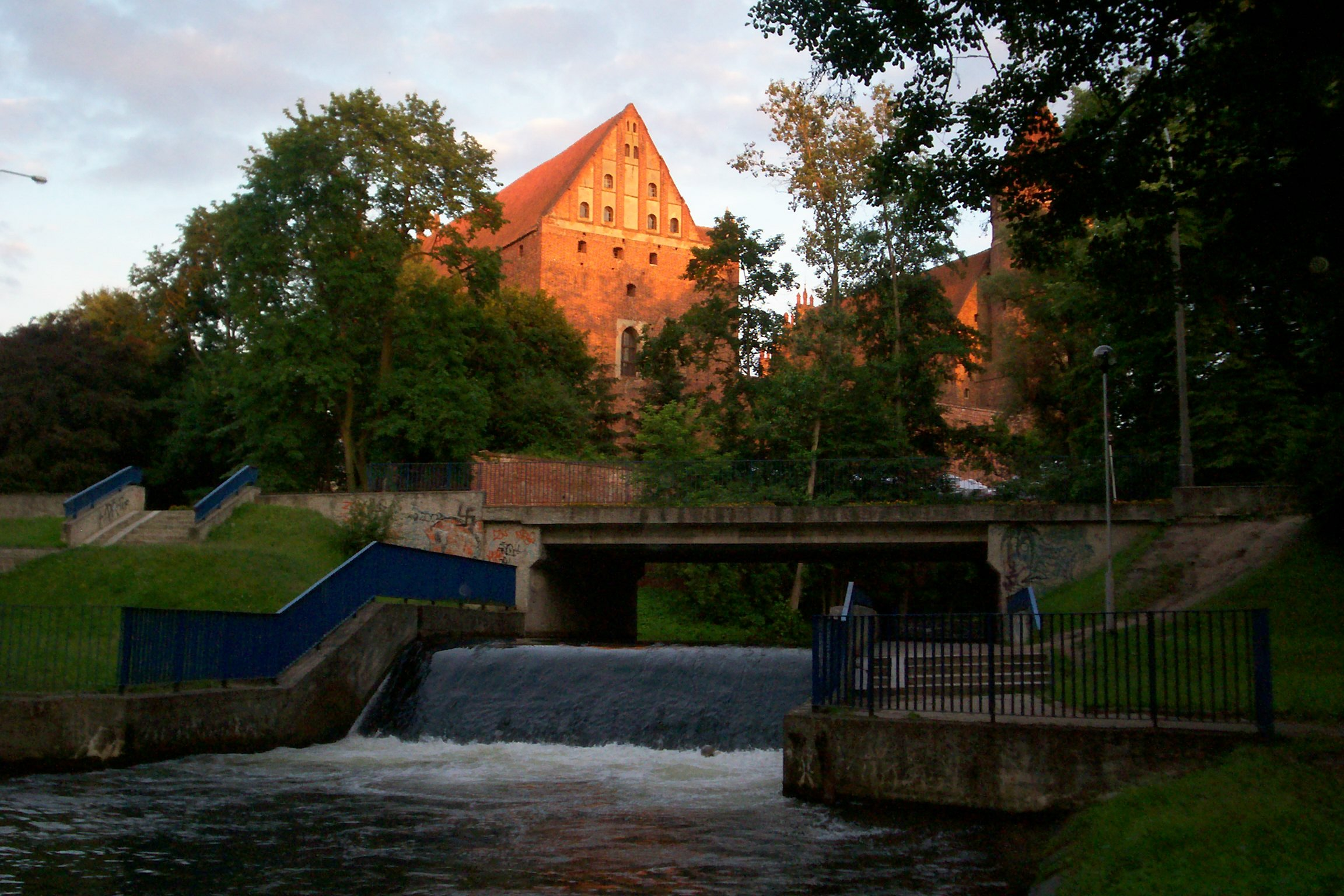
Râul Łyna

Există trei râuri care trec prin Olsztyn. Două dintre ele, Lyna și Wadąg, se întâlnesc în Pădurea Municipală. Cel mai mare dintre ele este râul Łyna. În trecut, râul a apărat orașul și a aprovizionat populația burgului cu apă. Până la jumătatea secolului al XIX-lea Lyna a fost un râu navigabil. Astăzi, cea mai mare barca ce se poate deplasa pe acest râu este o canoe. Secțiunea râului Lyna care trece prin Olsztyn este de 17,5 km lungime.

### Parcuri
Există 12 parcuri în Olsztyn. Aria acoperită este de 75 ha. Arbori și arbuști cuprind o varietate bogată de specii - 190 în total, dominată de plante foioase. Parcurile sunt variate în funcție de suprafață, caracterul și vârsta plantelor. Cele mai mari sunt:
1. Kusociński Park (include un teren de joc și un skatepark) - 16.8 ha.
2. Jakubowo Park - 13.5 ha,
3. Podzamcze Park - 12 ha.

Patru parcuri (Jakubowo, Jeziorko Czarne, Kusociński, Podzamcze) au iazuri sau lacuri mici. Parcul Podzamcze este traversat de Râul Łyna. Parcurile sunt vizitate de către adulți și copii fiind un loc pentru recreere, jogging, ciclism sau plimbările pe role. Există, de asemenea, locuri de joacă, terenuri pentru jocuri de echipa si terenuri de tenis.

## Cultură
Viața culturală din Olsztyn s-a dezvoltat începând din 1353. În urma unui proces lung și complex, aici au fost create numeroase instituții de cultură: teatre, galerii, muzee. Patrimoniul cultural acumulat până în prezent se datorează multor oameni, cum ar fi: scriitori, artiști, muzicieni, designeri, etc.

### Muzee

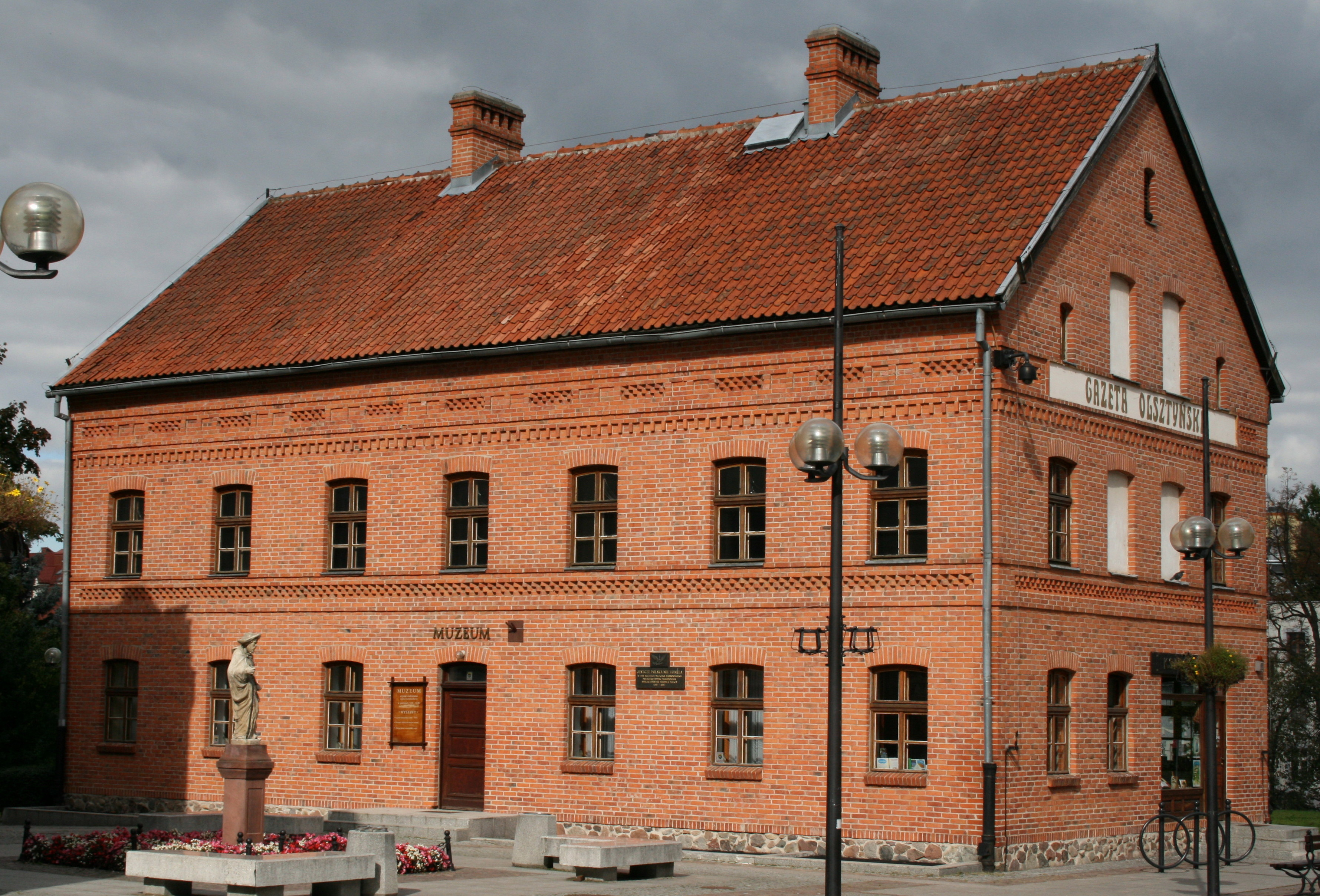
Casa Ziarului ”Olsztynska”

Olsztyn are mai multe ramuri ale Muzeul Varmiei și Mazuria (de exemplu Casa Ziarului ”Olsztynska”, Muzeul de Istorie Naturală ), dar cel mai important sediu al Muzeului este castelul.
- Muzeul de Istorie Naturală - prezintă istoria naturii orașului de la sfîrșitul sec. al XIX-lea. Expoziția permanentă ”Animalele Varmiei și Mazuria” descrie vizitatorilor cele peste 250 de specii de animale ce trăiesc în regiune.
- Casa Ziarului ”Olsztynska” se află în clădirea reconstruită a editurii și tipografiei ziarului ”Olsztynska” în anii 1920-1939. Referitor la publicația respectivă, aceasta era unica gazetă poloneză publicată în Warmia (din 1886). Expoziția este dedicată atît ziarului, cît și oamenilor faimoși ai orașului.

### Teatre

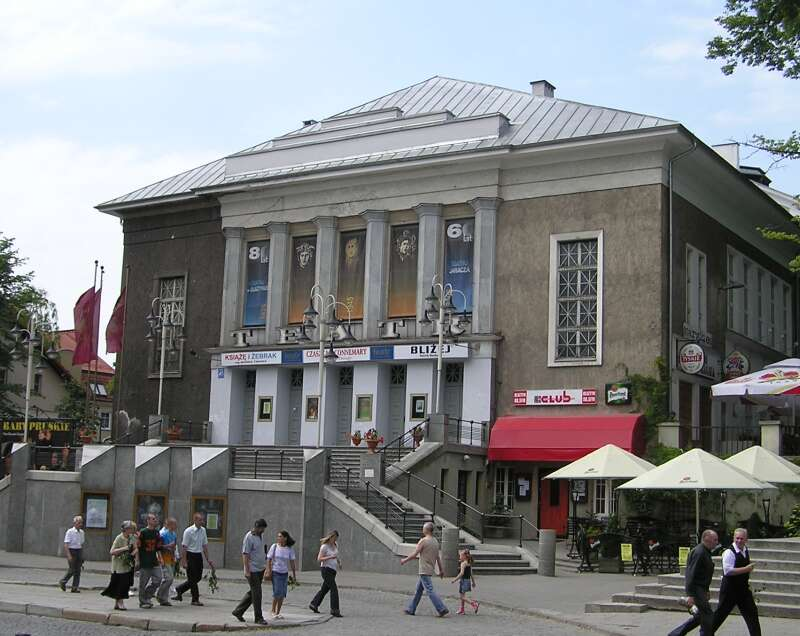
Teatrul „Stefan Jaracz”

- Teatrul „Stefan Jaracz„ are statut de teatru național. Istoria sa începe în 1925. Clădirea a fost îngrijită și menținută în semn de recunoștință pentru locuitorii din Olsztyn, care au ales Germania în plebiscitul din 1920. Atunci teatrul a fost numit ”das Treudank” care, în limba germană înseamnă ”recunoștință pentru credință".
- Teatrul de Păpuși pe lîngă o mulțime de piese interesante, propune cursuri pentru copii și adolescenți cu privire la istoria și teoria artei teatrale. Cursurile sunt organizate de către Consiliul de Educație al Teatrului. Din 1997 anual se organizează Festivalul ”Saptămâna Teatrului de Păpuși ANIMA”

### Planetariul și Observatorul Astronomic

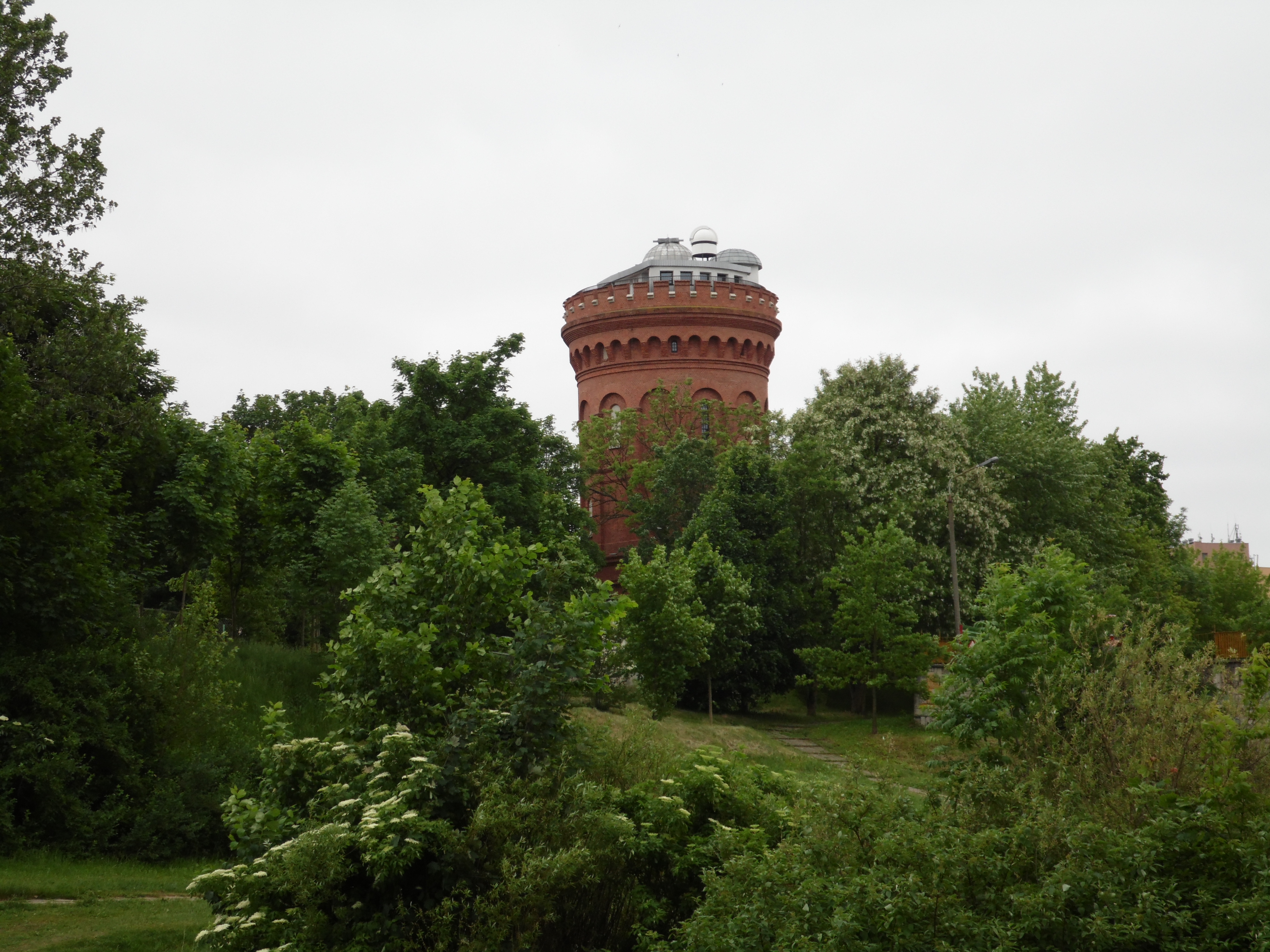
Observatorul Astronomic

- Planetariul din Olsztyn a fost deschis cu ocazia împlinirii a 500 de ani de la nașterea lui Nicolaus Copernicus (în 1973). În 1982 a fost redenumit "Planetariu și Observator Astronomic". Vizitatorii au posibilitatea de a admira cerul de deasupra Olsztyn-ului prin telescoapele Observatorului și să privească alte fenomene astronomice sub cupola planetariului. Planetariul conține multe expoziții (materie de spațiu, instrumente astronomice din timpul vieții lui Nicolaus Copernic, Sputnik I, Nimbul Lunar (Halou) și Eclipsă de Soare din 31 mai 2003) precum și o bibliotecă de specialitate.
- Observatorul Astronomic permite privirea cerului înstelat pe timp de noapte, a petelor de pe soare în timpul zilei, și, de asemenea, vederea panoramei orașului.

### Monumente istorice

#### Biserica Sfîntului Gheorghe
Biserica Sfântului Gheorghe (în poloneză Święty Jerzy) a fost construită în perioada 1315-1380 . Nu ar fi o exagerare să spunem că biserica a însoțit orașul Olsztyn din timpurile sale cele mai vechi. Deși exteriorul bisericii a fost făcut acum câteva secole, clădirea este bine echilibrată în proporții și are un stil uniform . Impresionant este turnul clopotniței care are aproape 70 de metri înălțime. Din anul 1973 biserica a avut funcție de catedrală , iar în 2003 a fost numit Basilica Catedrală de către Papa Ioan Paul al II-lea.

#### Înalta Poartă

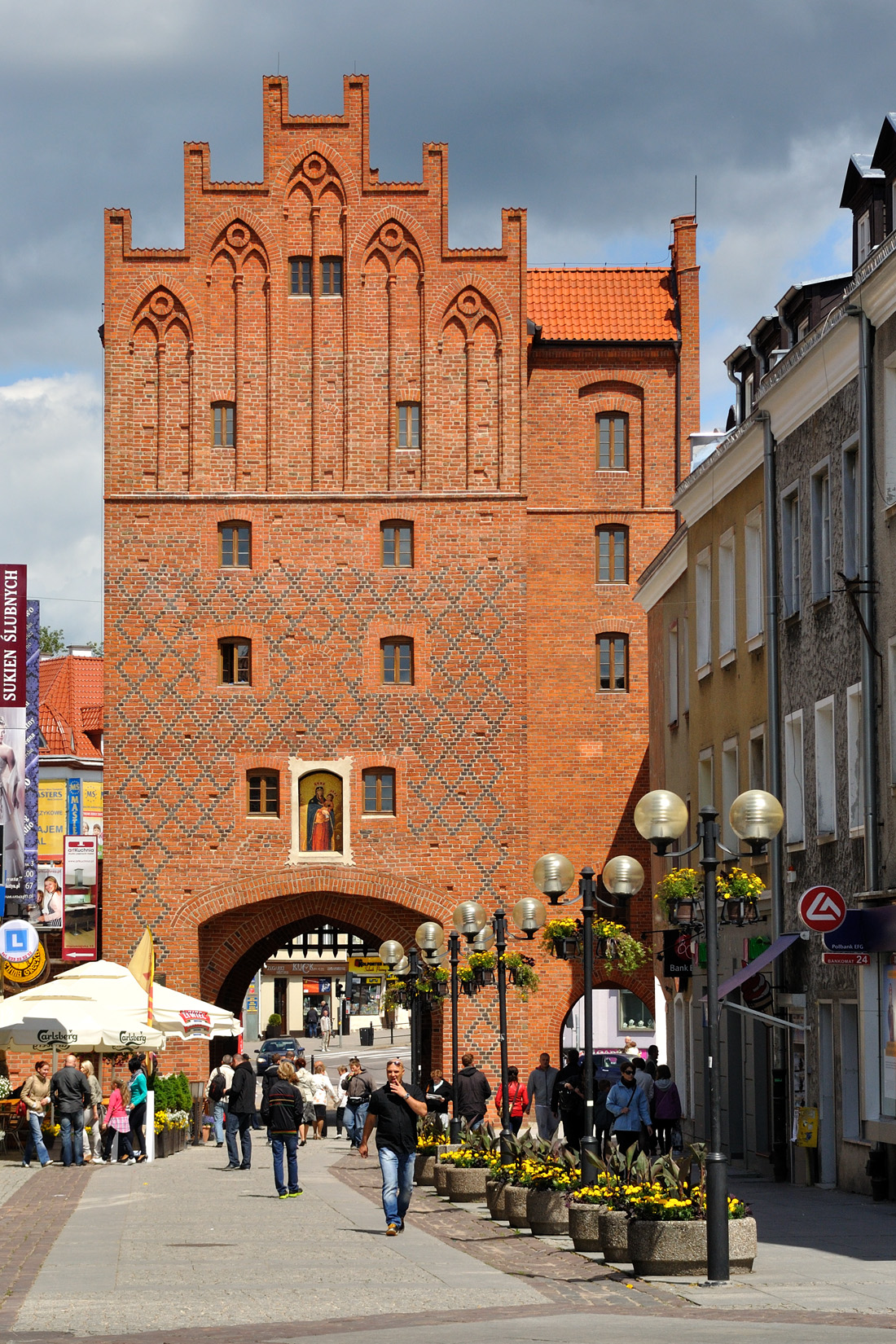
Înalta Poartă

Înalta(Marea) Poartă (în poloneză Wysoka Brama) - una dintre cele trei construcții de acest fel din oraș (gatehouse). Este cunoscută sub numele de Poarta de Sus. De-a lungul secolelor, aceasta a fost folosită pentru diverse funcții, chiar și ca depozit de arme, închisoare și adăpost pentru persoane fără locuință. În prezent găzduiește un hotel.

#### Clădirea vechii primării
Clădirea vechii primării reprezintă fostul sediu al autorităților orașului Olsztyn. Astăzi acolo se află o bibliotecă și un loc de întâlnire a multor expoziții de artă interesante. După lucrările de renovare realizate în 2003, clădirea vechii primării a recăpătat forma sa inițială. Cea mai veche parte a clădirii datează din secolul al XVI-lea.

#### Clădirea noii primării
Clădirea noii primării construită in 1916 pe locul Bisericii Sfintei Cruci (ridicată în secolul al XV-lea) și a cimitirului acesteia, care a fost distrusă în urma unei explozii în anul 1806. Forma finală a clădirii a fost realizată la mijlocul anilor '20 al secolul XX-lea, după finisarea lucrărilor de la corpul din partea de sud-vest. Astăzi în noua primărie este amplasat cabinetul primarului Olsztyn-ului. De asemenea reprezintă un loc în care au loc ședințele Consiliului local al orașului. 

#### Castelul Capitolului Warmiei din Olsztyn

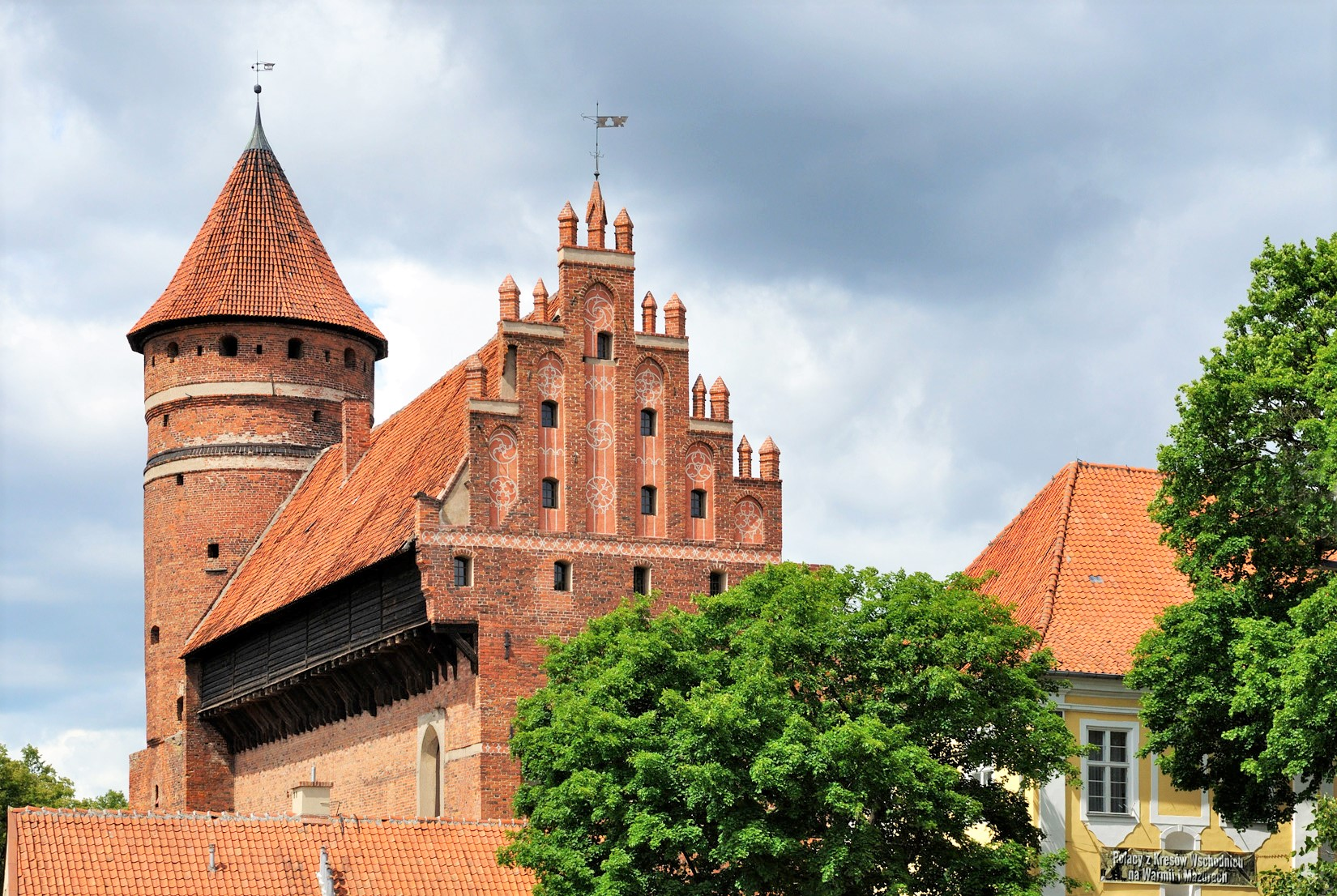
Castelul Capitolului Warmiei

Castelul Corpului de Canonici (Capitolului), construit în secolul al XIV-lea, a fost cea mai mare cetate deținută de capitolul din Warmia. În trecut, castelul conținea un arsenal, cîteva băi, o casă, grajduri de cai, etc. Între anii 1516-1521 Nicolaus Copernic a trăit aici. Astăzi cuprinde Muzeul Varmiei și Mazuria. Vizita la Castel începe cu punerea unei dorințe ținînd de nasul Babei Prusace, o statuie de piatră ce se află în interiorul construcției.

## Personalități
- Ioan din Lajs (în poloneză Jan z Łajs, în engleză Johannes von Leysen) -  fondatorul Olsztyn-ului. A fost numit  primar pentru tot restul vieții, funcție transmisibilă și moștenitorilor săi.
- Nicolaus Copernic -  marele astronom polonez, care a trăit în Castelul Capitolului Warmiei din Olsztyn în calitate de administrator al proprietăților capitolului. El a petrecut 40 de ani din viața sa în Warmia, inclusiv șase ani în Olsztyn. Aici s-a dedicat intereselor sale științifice, în final determinând echinocțiul de primăvară. Instrumentele pe care le-a folosit pentru măsurători astronomice s-au păstrat pînă în zilele noastre și pot fi văzute în castel. Copernic a practicat, de asemenea, medicina, a desenat harți cartografice din lemn și a descris experimentele sale în documente, multe dintre care  au supraviețuit până în prezent. Fiind administratorul Castelului din Olsztyn , el a pregătit [cetate|cetatea] pentru a se apăra împotriva Cavalerilor Teutoni.
- Feliks Nowowiejski- compozitor polonez, a trăit în Olsztyn și a cântat intr-o orchestră militară locală. Mai târziu, a devenit maestru de orgă în Biserica Sf.Gheorghe. El a compus 4 simfonii, 10 poeme simfonice și aproximativ 600 de melodii. Feliks Nowowiejski este compozitorul piesei "O, Warmia, iubita mea", care astăzi este imnul Olsztyn-ului.
- Erich Mendelsohn - fiul unui negustor din Olsztyn, un arhitect binecunoscut. S-a născut în 1887 în Olsztyn, unde și-a petrecut copilăria și a absolvit un liceu de băieți. A devenit faimos prin proiectarea unor clădiri precum Turnul lui Einstein din Potsdam. Casa în care s-a născut (la colțul străzilor Staromiejska și Sf. Barbara) are o placă comemorativă.
- Cardinal Józef Glemp - arhiepiscopul Poloniei. Între anii 1978-1981 a administrat Eparhia de Warmia ca episcop de Warmia.

## Drumuri turistice
- Traseul Copernic(pe jos) (5.3 km )- Traseul pornește din centrul Olsztyn-ului, de la clădirea PTTK lângă Înalta Poartă spre centrala de apă.
- Traseul Piotr Diernow (10,3 km) - Acesta începe de la stația de autobuz terminală în Jakubowo Park.
- 'Traseul de plimbare' (4 km) - Cel mai scurt traseu, începe de la intersecția străzilor Bałtycka și Leśna și duce spre o cărare în apropierea Lacului Dlugie(0.25 km), unde putem vedea o priveliște frumoasă a caselor de pe malul opus al lacului. Există două puncte de odihnă pe acest traseu - un sat indian, unde copiii se pot juca, și un punct de vedere pe vârful stâncii, unde putem admira unul dintre cheiurile râului Lyna.